# Aeolus ventricosus
Aeolus ventricosus là một loài bọ cánh cứng trong họ Elateridae. Loài này được Candèze miêu tả khoa học năm 1897.